# Chinampa

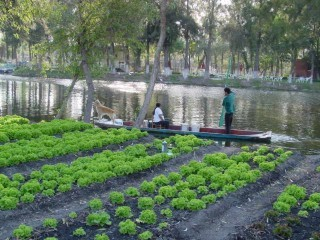
Chinampas modernas.

Chinampa é um tipo de canteiro retangular estreito construído sobre áreas lacustres ou pantanosas, utilizado por civilizações mesoamericanas para o cultivo de plantas no Vale do México. Os Astecas não inventaram as chinampas, mas foram os primeiros a desenvolver cultivo de larga escala com esta técnica.
Às vezes incorretamente chamadas de jardins 'flutuantes', chinampas são ilhas artificiais construídas através da fixação de estacas no fundo de um lago, sendo então trançadas com vimes e enchidas com rochas e solo do próprio lago e vegetação decomposta. Árvores como āhuexōtl (Salix bonplandiana, um chorão) e āhuēhuētl (Taxodium mucronatum, um cipreste) eram comumente plantadas ao redor de chinampas para estabilizar sua estrutura com raízes.